# Szczelina w Łysych Skałach Pierwsza
Szczelina w Łysych Skałach Pierwsza – szczelina w Łysych Skałach wznoszących się w orograficznie prawych zboczach Doliny Szklarki. Pod względem geograficznym jest to obszar Wyżyny Olkuskiej wchodzący w skład Wyżyny Krakowsko-Częstochowskiej, administracyjnie znajduje się we wsi Jerzmanowice w gminie Zabierzów, w powiecie krakowskim, w województwie małopolskim.
Jest to szczelina między dwoma skałami w północnej części Łysych Zębów. Jej ukryty za załomem skały otwór ma szerokość 0,4 m i wysokość i 2,2 m. Znajdujący się za nim korytarzyk po niespełna 2 m zwęża się i przechodzi w niedostępną szczelinę ślepo kończącą się w odległości 3 m od otworu.
Szczelina powstała w wapieniach późnej jury  i jest pochodzenia grawitacyjnego. Jej dno przykrywa wapienny gruz zmieszany z glebą. Na jej ścianach miejscami jest nieco grzybków naciekowych, skonsolidowanego mleka wapiennego i epigentycznych krzemionkowych naskorupień. Jest w całości widna i poddana wpływom środowiska zewnętrznego. Brak przewiewu. Na ścianach szczeliny rozwijają się glony, mchy i porosty, a w korytarzyku występują owady i ślimaki.
Szczelina nie była wzmiankowana w literaturze. Po raz pierwszy opisała ją Izabelle Luty. Ona też w sierpniu 2015 r. sporządziła jej plan.

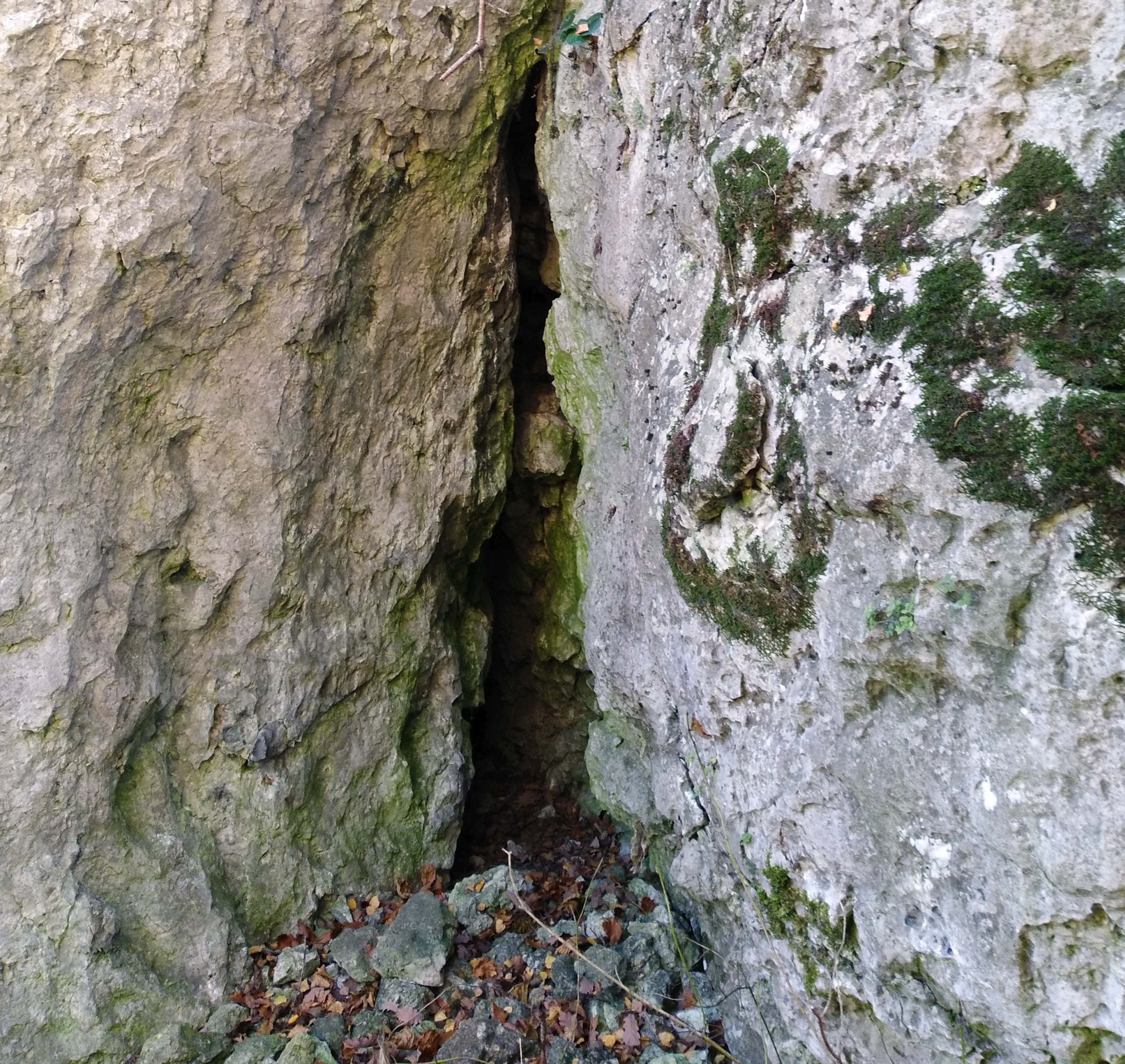
Otwór